# Bones and All
Pour plus de détails, voir Fiche technique et Distribution.
Bones and All est un road movie horrifique italo-américain réalisé par Luca Guadagnino, sorti en 2022.
Il s'agit d'une adaptation du roman éponyme de Camille DeAngelis (en).
Le film est présenté en compétition officielle à la Mostra de Venise 2022, où il remporte le Lion d'argent du meilleur réalisateur pour Luca Guadagnino et le prix Marcello-Mastroianni du meilleur espoir pour Taylor Russell,.

## Synopsis
Maren, une jeune femme de 18 ans, abandonnée par ses parents, apprend à survivre en marge de la société. Elle découvre l'amour avec Lee, un vagabond intense et marginal, à peine plus âgé qu'elle. Ils se découvrent une pulsion commune : le cannibalisme. Ensemble, ils partent à la recherche de la mère de Maren dans un périple de mille kilomètres en prenant des routes délaissées des États-Unis de Ronald Reagan. En dépit de leurs efforts, tout les ramène à leurs démons.

## Fiche technique
Sauf indication contraire, les informations mentionnées dans cette section peuvent être confirmées par la base de données cinématographiques IMDb,  présente dans la section « Liens externes ».
- Titre : Bones and All
- Réalisation : Luca Guadagnino
- Scénario : David Kajganich (en), d'après le livre Bones and All de Camille DeAngelis
- Direction artistique : Victoria Resendez
- Décors : Elliott Hostetter
- Costumes : Giulia Persanti
- Montage : Marco Costa
- Photographie : Arseni Khachaturan (it)
- Production : Luca Guadagnino, David Kajganich, Francesco Melzi d'Eril, Lorenzo Mieli, Marco Morabito, Gabriele Moratti, Theresa Park et Peter Spears
  - Production exécutive : Giovanni Corrado, Jonathan Montepare et Raffaela Viscardi
- Sociétés de production : Metro-Goldwyn-Mayer, Frenesy Film Company et Memo Films
- Sociétés de distribution : United Artists Releasing (États-Unis), Warner Bros. (international)
- Budget : 18 000 000 $[5]
- Pays de production :  Italie,  États-Unis
- Langue originale : anglais| Médias externes |                                                                                  |
| Images          |                                                                                  |
|                 | Affiche du film sur le site Allociné                                             |
| Vidéos          |                                                                                  |
|                 | Bande-annonce officielle, VOSTFr sur le compte YouTube de la Warner Bros. France |
- Format : couleur — 35 mm[6]
- Genre : road movie, horreur
- Dates de sortie : 
  - Italie : 2 septembre 2022 (Mostra de Venise) ; 24 novembre 2022 (sortie nationale) 
  - États-Unis : 3 septembre 2022 (Festival du film de Telluride) ; 18 novembre 2022 (sortie nationale) 
  - France : 23 novembre 2022
- Classification :
  - Italie : VM14 (interdit aux moins de 14 ans)
  - États-Unis : R - Restricted (interdit aux moins de 17 ans)
  - France : interdit aux moins de 16 ans
  - Québec : 13+

## Distribution
- Taylor Russell (VF : Jaynélia Coadou) : Maren
- Timothée Chalamet (VF : Gauthier Battoue) : Lee
- Mark Rylance (VF : Gabriel Le Doze) : Sully
- André Holland (VF : Jean-Baptiste Anoumon) : Frank Yearly, le père de Maren
- Michael Stuhlbarg (VF : Bernard Gabay) : Jake
- David Gordon Green (VF : Michel Lerousseau) : Brad
- Jessica Harper (VF : Blanche Ravalec) : Barbara Kerns, la grand-mère de Maren
- Chloë Sevigny (VF : Anne Dolan) : Janelle Kerns, la mère de Maren
- Anna Cobb (VF : Alice Orsat) : Kayla, la sœur de Lee
- Jake Horowitz (VF : Clément Moreau) : Lance
- Kendle Coffey (VF : Mélissa Berard) : Sherry

Version française réalisée par Dubbing Brothers ; direction artistique : Michel Derain ; adaptation des dialogues : Joël Savdié ; enregistrement : Thomas Lafforgue ; mixage : Pierre Buteau ; montage : Justin Huss
 Source et légende : version française (VF) sur RS Doublage

## Production
En mars 2022, la Metro-Goldwyn-Mayer a acquis les droits de distribution mondiaux du film et le sortira par l'intermédiaire de United Artists Releasing. C'est le premier film acquis par la MGM à la suite de son accord de fusion avec Amazon le 17 mars 2022.

## Accueil

### Accueil critique
Dans le monde anglo-saxon, le site Rotten Tomatoes donne le note 83 % pour 236 critiques. Le site Metacritic donne la note de 74⁄100 pour 52 critiques. En France, le site Allociné propose une moyenne de 3,1⁄5, à partir de l'interprétation de 23 critiques de presse.

### Box-office
| Pays ou région        | Box-office       | Date d'arrêt du box-office | Nombre de semaines |
| --------------------- | ---------------- | -------------------------- | ------------------ |
| France                | 66 319 entrées   | en cours                   | en cours           |
| Canada États-Unis     | 7 763 873 $      | -                          | -                  |
| Total hors États-Unis | +004 500 000,USD | -                          | -                  |
| Total mondial         | +012 263 873,USD | -                          | -                  |

Pour son premier jour d'exploitation en France, Bones and All réalise 5 965 entrées pour un total de 748 séances. Le film est cinquième au box-office des nouveautés pour son premier jour, derrière She Said (8 664) et devant Opération Père Noël (4 277). Au bout d'une semaine d'exploitation, le film ne parvient pas à se hisser dans le top 10 du box-office de la semaine en totalisant 38 761 entrées.

## Distinctions

### Récompenses
- Mostra de Venise 2022 : 
  - Lion d'argent du meilleur réalisateur
  - Prix Marcello-Mastroianni du meilleur espoir pour Taylor Russell

### Sélections
- Festival du film de Telluride 2022
- Festival du film de Zurich 2022
- Fantastic Fest 2022
- Festival international du film de Bergen 2022
- Festival international du film de Vienne 2022
- Festival international du film de Brisbane 2022
- Festival international du film de São Paulo 2022
- AFI Fest 2022